# Маяки (Тульчинский район)
Маяки (укр. Маяки) — село на Украине, находится в Тульчинском районе Винницкой области.
Код КОАТУУ — 0524381002. Население по переписи 2001 года составляет 863 человека. Почтовый индекс — 23642. Телефонный код — 4335.
Занимает площадь 2,57 км².

## Галерея

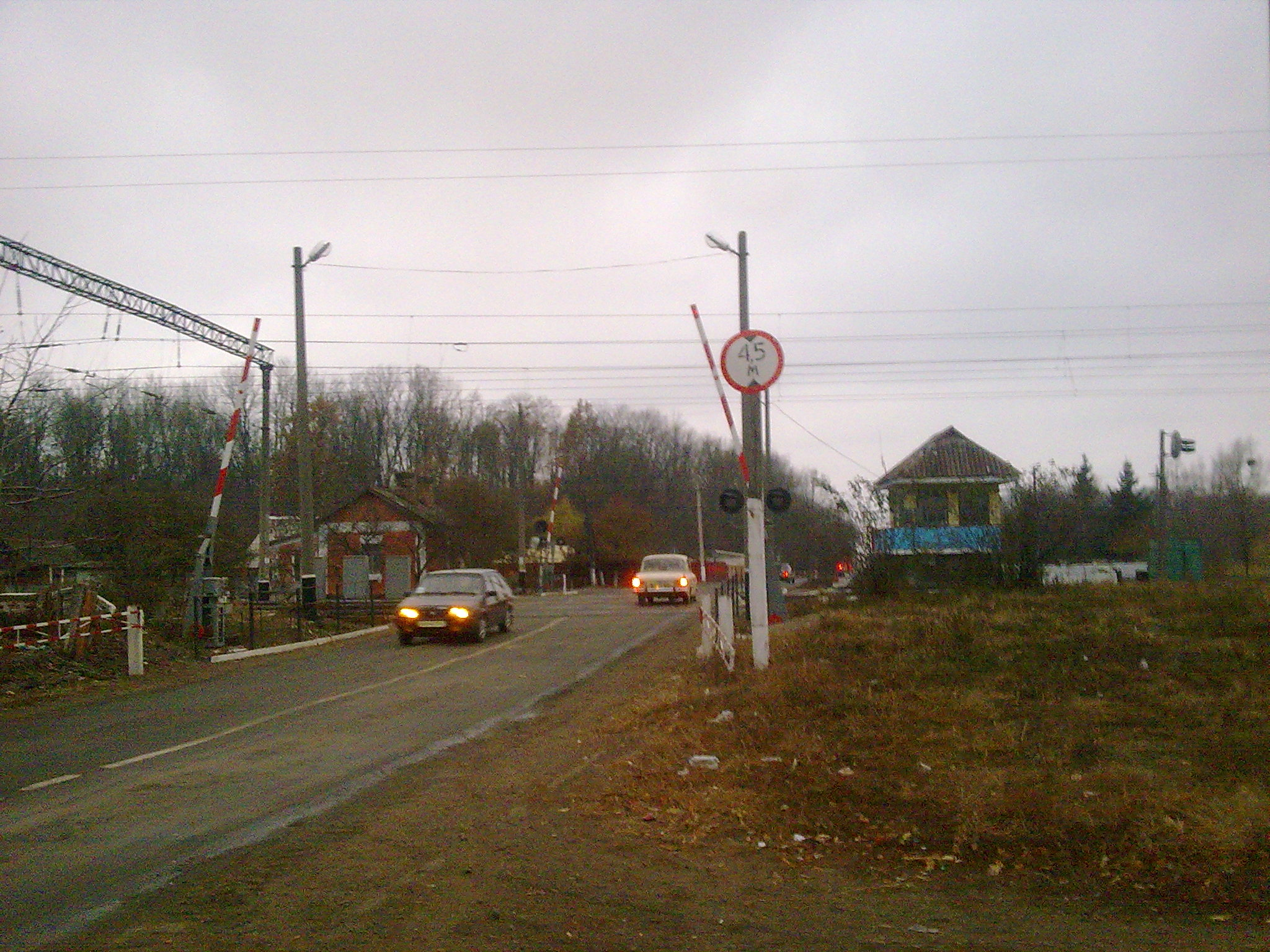
Железнодорожный переезд
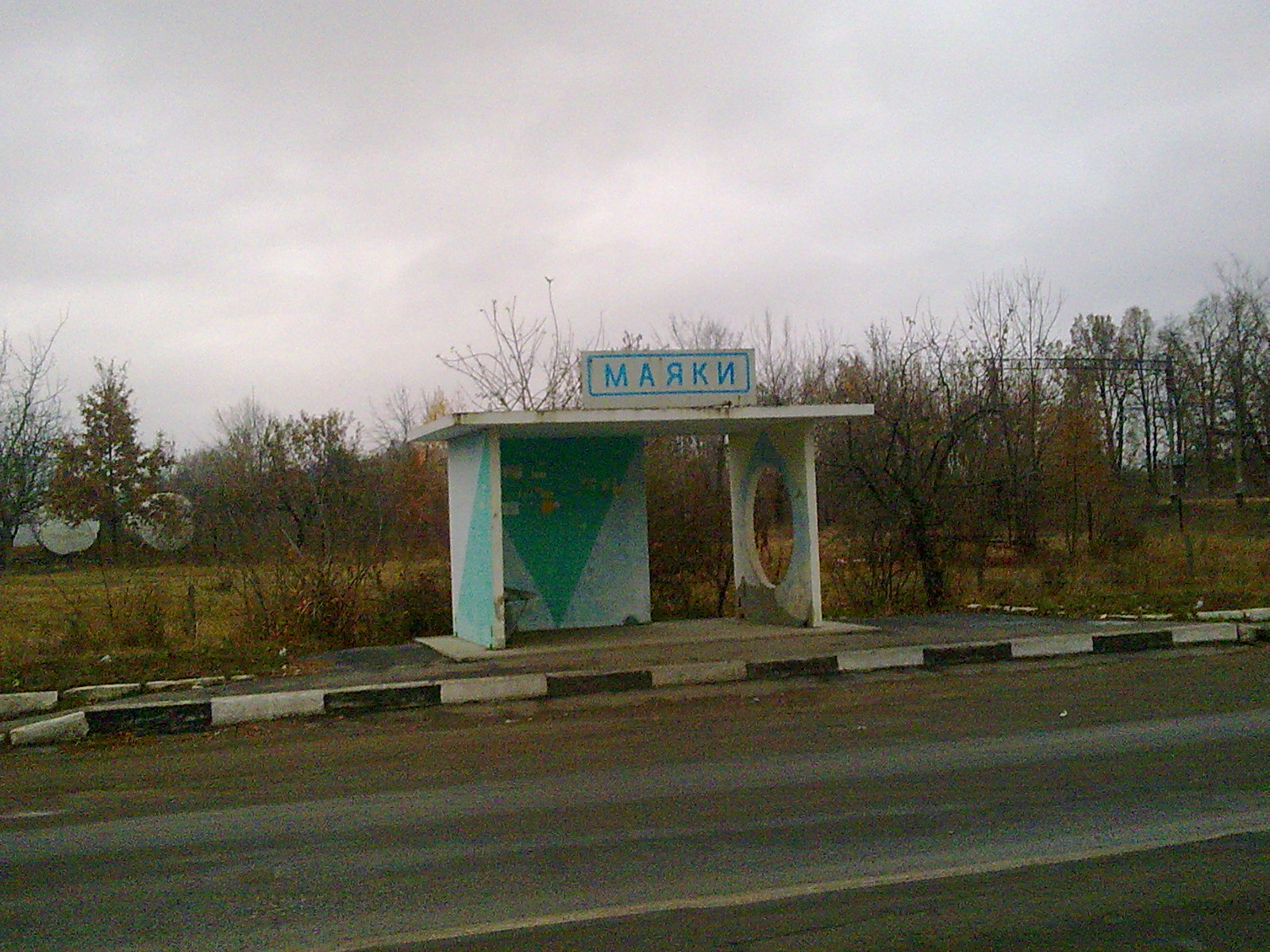
Автобусная остановка
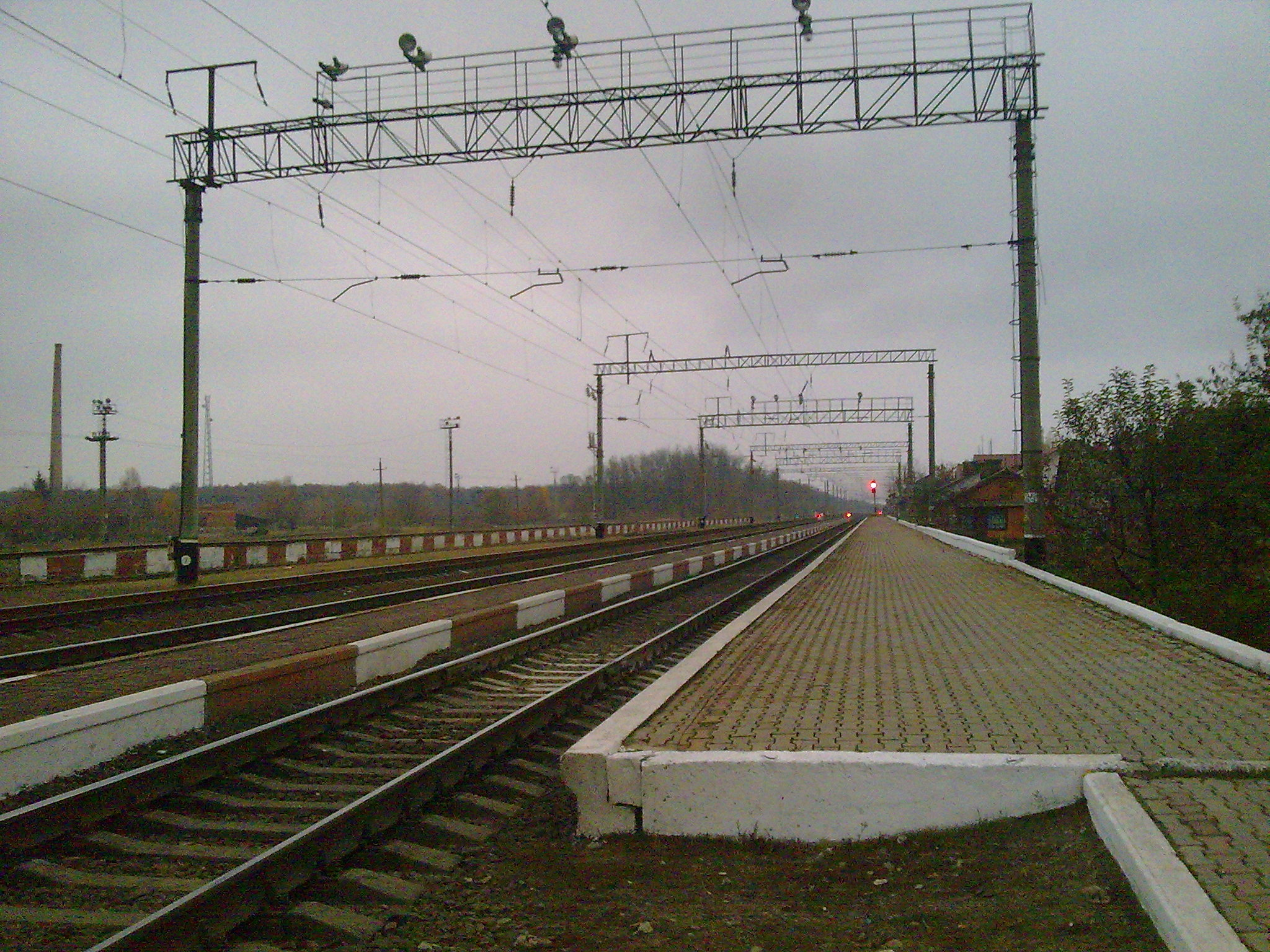
Платформа станции Журавлёвка
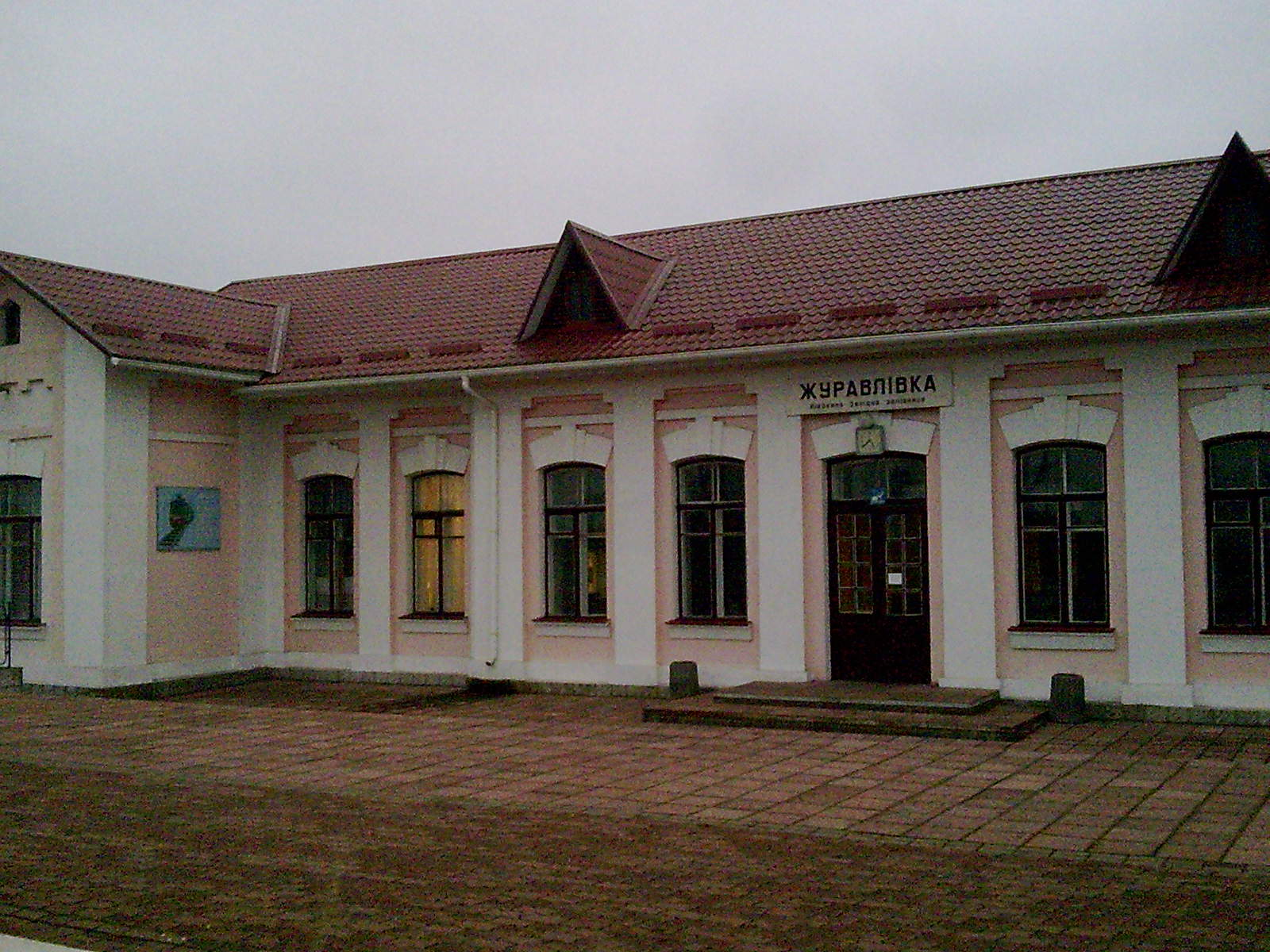
Железнодорожная станция Журавлёвка

## Адрес местного совета
23641, Винницкая область, Тульчинский р-н, с. Журавлевка, ул. Шевченко, 196